# Kuntich Etelka
Kuntich Etelka, „Tarsitia” nővér (Zombor, 1911. március 13. – Verőce, 2009. április 26.) Olaszfalu első óvónője, a helyi óvoda megteremtője és 2004 óta névadója, aki a második világháború idején élete kockáztatásával mentett meg üldözött zsidó gyerekeket; e tettéért 1998-ban megkapta a Yad Vashem – Világ Igaza kitüntetést, 2000-ben pedig Olaszfalu díszpolgára lett.

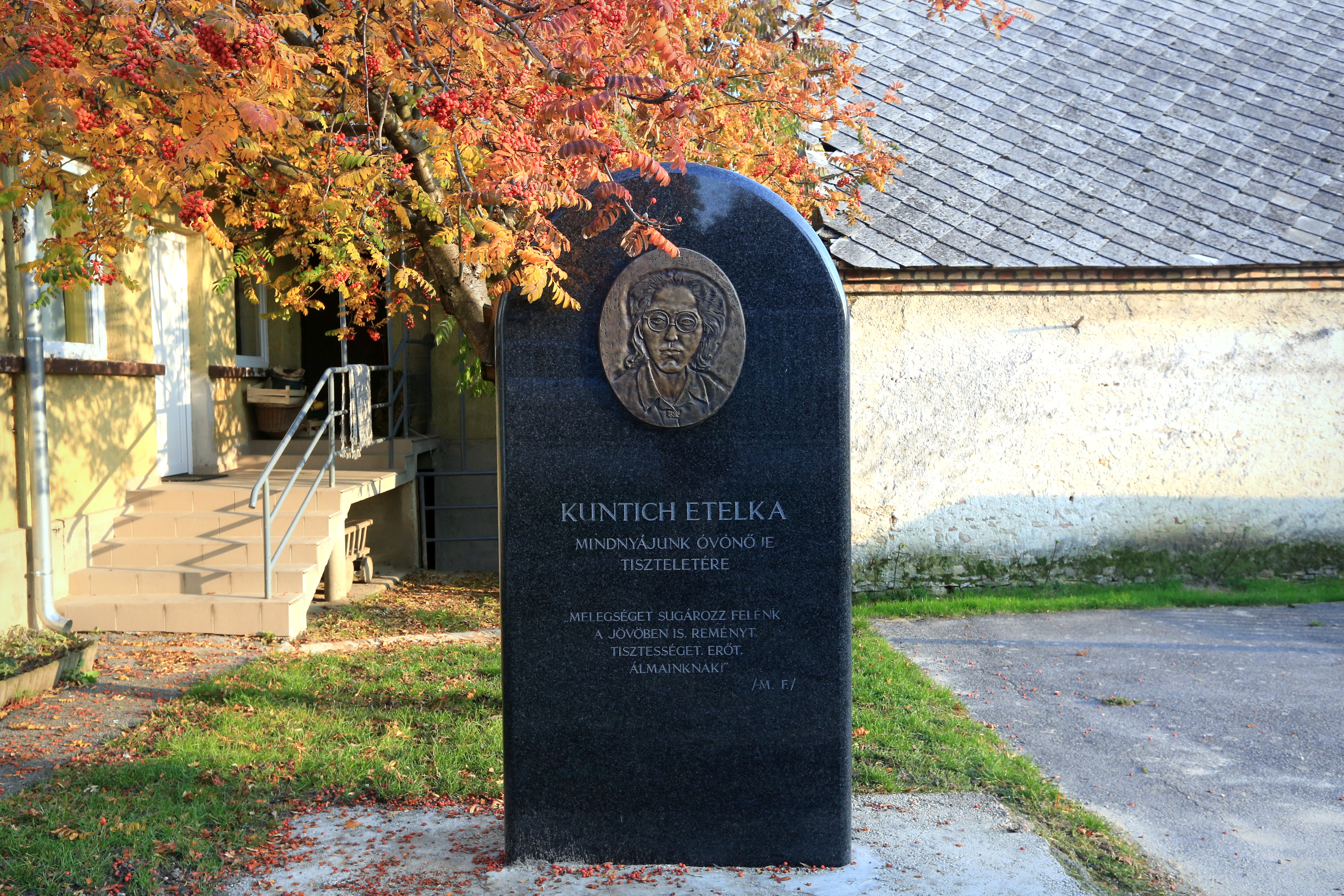
Kuntich Etelka emlék az olaszfalui óvoda udvarán, Raffay Béla alkotása

## Díjak
- 1998 Yad Vashem Világ Igaza kitüntetés, Jeruzsálem.
- 1999 Bátorságért Érdemérem.
- 2000 Olaszfalu Község Díszpolgára.